# Оськино (Шегарський район)
О́ськино (рос. Оськино) — присілок у складі Шегарського району Томської області, Росія. Входить до складу Побєдинського сільського поселення.

## Населення
Населення — 10 осіб (2010; 10 у 2002).
Національний склад (станом на 2002 рік):
- росіяни — 100 %